# 5891 Gehrig
5891 Gehrig (1981 SM) là một tiểu hành tinh vành đai chính được phát hiện ngày 22 tháng 9 năm 1981 bởi A. Mrkos ở Klet.